# 東経108度線
東経108度線（とうけい108どせん）は、本初子午線面から東へ108度の角度を成す経線である。北極点から北極海、アジア、インド洋、南極海、南極大陸を通過して南極点までを結ぶ。東経108度線は西経72度線と共に大円を形成する。

## 通過する国・地点
東経108度線は、北極点から南極点まで南に向かって以下の場所を通っている。
| 地理座標                                               | 国土・領土・領海     | 備考 |
| ------------------------------------------------------ | -------------------- | --- |
| 北緯90度0分 東経108度0分 / 北緯90.000度 東経108.000度  | 北極海               | |
| 北緯79度44分 東経108度0分 / 北緯79.733度 東経108.000度 | ラプテフ海           | マリー・タイミル島（英語版）（セヴェルナヤ・ゼムリャ諸島、 ロシア）のちょうど東を通過。 コムソモールスカヤプラウダ諸島（英語版）（ ロシア）のちょうど東を通過。 |
| 北緯76度55分 東経108度0分 / 北緯76.917度 東経108.000度 | ロシア               | タイミル半島 |
| 北緯76度54分 東経108度0分 / 北緯76.900度 東経108.000度 | ファディ湾（英語版） | |
| 北緯76度31分 東経108度0分 / 北緯76.517度 東経108.000度 | ロシア               | タイミル半島 |
| 北緯73度39分 東経108度0分 / 北緯73.650度 東経108.000度 | ハタンガ湾           | |
| 北緯73度12分 東経108度0分 / 北緯73.200度 東経108.000度 | ロシア               | バイカル湖を通過。 |
| 北緯49度40分 東経108度0分 / 北緯49.667度 東経108.000度 | モンゴル             | |
| 北緯42度26分 東経108度0分 / 北緯42.433度 東経108.000度 | 中華人民共和国       | 内モンゴル自治区 陝西省 甘粛省 陝西省 四川省 重慶市 貴州省 広西チワン族自治区                                                                                   |
| 北緯21度33分 東経108度0分 / 北緯21.550度 東経108.000度 | ベトナム             | クアンニン省 - 約10km |
| 北緯21度27分 東経108度0分 / 北緯21.450度 東経108.000度 | 南シナ海             | トンキン湾 |
| 北緯16度18分 東経108度0分 / 北緯16.300度 東経108.000度 | ベトナム             | フエ ダナン クアンナム省 コントゥム ザライ省 ダクラク省 ラムドン省 ダクラク省 ラムドン省 ビントゥアン省                                                         |
| 北緯10度42分 東経108度0分 / 北緯10.700度 東経108.000度 | 南シナ海             | |
| 北緯4度2分 東経108度0分 / 北緯4.033度 東経108.000度    | インドネシア         | ナトゥナ・ベサール島 |
| 北緯3度56分 東経108度0分 / 北緯3.933度 東経108.000度   | 南シナ海             | |
| 南緯2度35分 東経108度0分 / 南緯2.583度 東経108.000度   | インドネシア         | ブリトゥン島 |
| 南緯3度15分 東経108度0分 / 南緯3.250度 東経108.000度   | ジャワ海             | |
| 南緯6度17分 東経108度0分 / 南緯6.283度 東経108.000度   | インドネシア         | ジャワ島 |
| 南緯7度44分 東経108度0分 / 南緯7.733度 東経108.000度   | インド洋             | |
| 南緯60度0分 東経108度0分 / 南緯60.000度 東経108.000度  | 南極海               | |
| 南緯66度35分 東経108度0分 / 南緯66.583度 東経108.000度 | 南極大陸             | オーストラリア南極領土 - オーストラリアが領有権主張 |